# Nationalkonventet
Under franska revolutionen var nationalkonventet eller bara konventet den representantförsamling som efterträdde den konstituerande och den lagstiftande församlingen och som verkade från 20 september 1792 till 26 oktober 1795. Konventet efterträddes i sin tur av direktoriet.
Som en följd av resningen 10 augusti 1792, då en folkmassa i Paris stormade Tuilerierna och krävde att monarkin skulle avskaffas, utfärdade lagstiftande församlingen en förordning som provisoriskt avsatte kung Ludvig XVI och sammankallade ett nationalkonvent för att upprätta en ny författning. Samtidigt beslutade man att ledamöterna till detta konvent skulle väljas av alla fransmän som fyllt 25 år, bott i Frankrike i ett år och som hade en inkomst. Det var första gången allmän rösträtt för myndiga (dvs. vuxna män) tillämpades i Frankrike eller något större land. Åldersgränsen för rösträtt ändrades därefter till att omfatta alla som fyllt 21 år, och åldern för valbarhet sattes till 25 år.
Det första sammanträdet ägde rum 21 september 1792, och följande dag avskaffades monarkin officiellt. Den 22 september 1792 bestämdes senare till första republikens startdatum och början på år I i den nya franska revolutionskalendern.
Konventet existerade i tre år. Krigshotet gjorde att man fann det säkrast att avvakta med implementationen av den nya författningen till dess fred rådde. Samtidig som konventet därmed förlängde sin mandatperiod passade man på att utöka sina befogenheter högst avsevärt för att kunna bemöta de faror som omgav den unga republiken: Nationalförsamlingen, som egentligen bara var en lagstiftande församling, tillerkände sig själv även den verkställande makten. En sammanblandning av olika maktbefogenheter som gick stick i stäv mot bland annat Montesquieus filosofiska teorier om maktdelning som en gång inspirerat till revolutionen. Detta var på många vis typiskt för konventet: Att ta till extraordinära medel kan sägas vara det som gjorde konventet revolutionärt. Till de extraordinära åtgärderna hör det på sommaren 1793 inrättade skräckväldet. Vad gäller konventet bör man därför göra en distinktion mellan de temporära, och inte sällan ändamålsenliga åtgärderna och de, ofta visionära besluten som man hoppades skulle bli permanenta.
Konventet höll sitt första sammanträde i Tuilerierna men flyttade sedan till Manège-hallen för att från den 10 maj 1793 sammanträda i Tuileriernas maskinhall (Salle de Spectacles), en enorm sal där ledamöterna satt fritt placerade och som hade en läktare för allmänheten som därifrån ofta påverkade debatten genom burop och applåder. Antalet ledamöter var 749 plus de 33 från kolonierna som sällan befann sig i Paris och representanterna från de departement som bildats av områden som Frankrike annekterat 1773-1795. Många av de ursprungliga ledamöterna dog eller gick i exil under denna period och de ersattes inte alltid av suppleanter; andra ledamöter uteslöts under terrorn men återvände efter Thermidorkrisen; åter andra skickades iväg på uppdrag ute i departementen eller i något av krigen och kunde vara borta under lång tid. Av dessa anledningar, och eftersom namnupprop var sällsynta (ca 250 omröstningar med namnupprop skedde under skräckväldet) är det omöjligt att säga hur många ledamöter som närvarade vid något enskilt tillfälle.
Konventets ledamöter kom från alla samhällsklasser men majoriteten var advokater. 75 hade suttit i den konstituerande församlingen och 183 i den lagstiftande församlingen.
Enligt konventets regler valdes talmannen var fjortonde dag och han kunde ställa upp för återval efter att en sådan fjortondagarsperiod förflutit. Sammanträdena hölls vanligen på förmiddagen men även kvällssammanträden förekom som kunde vara till långt in på nätterna. Under extrema omständigheter kunde konventet förlänga sessionstiden till att vara i flera dagar. Konventet utsåg kommittéer för olika ändamål och stiftade lagar som kunde ge dessa kommittéer olika befogenheter. De mest kända kommittéerna var välfärdsutskottet, (Comité de salut public), Kommittén för allmän säkerhet (Comité de sûreté générale), Utbildningskommittén (Comité d'instruction publique).